# Niviventer brahma
Niviventer brahma es una especie de roedor de la familia Muridae.

## Distribución geográfica
Esta especie se limita al noreste de la India, norte de Birmania y suroeste de China. En la India ha sido registrada en Arunchal Pradesh (en el Valle de Gandhigram y Anzong en las colinas de Mishmi). En el norte de Birmania ha sido registrada en el Valle y la región de Adung Nyetmaw en el estado de Kachin. En China, se ha citado en Yunnan, al oeste del río Salween (las montañas del noroeste Gaoligong). Aparece entre los 2.000 y 2.800 m s. n. m.